# Al Strobel
Albert Michael „Al“ Strobel (* 1939 in Seattle, Washington; † 2. Dezember 2022 in Eugene, Oregon) war ein US-amerikanischer Schauspieler, der als einarmiger Mike in der Serie Twin Peaks Bekanntheit erlangte.

## Leben und Wirken
Als Jugendlicher verlor Al Strobel bei einem Autounfall seinen linken Arm. Er begann in den 1970er-Jahren, am Theater zu spielen. Seinen ersten Auftritt als Schauspieler hatte er in dem Film Shadow Play im Jahr 1986. 1990 folgte die von David Lynch und Mark Frost initiierte Fernsehserie Twin Peaks, in der Strobel in zehn Folgen die Rolle des einarmigen Philip Gerard („Mike“) verkörperte. In dem Kinofilm Twin Peaks – Der Film (1992) war er ebenfalls in derselben Rolle zu sehen. Danach folgten allerdings nur noch wenige Rollen; nach dem Film Ricochet River im Jahr 2001 begab er sich zunächst in den Ruhestand. 2017 kehrte er bei der Weiterführung der Fernsehserie Twin Peaks für neun Folgen nochmals in seiner bekanntesten Rolle vor die Kamera zurück. Al Strobel starb im Dezember 2022 im Alter von 83 Jahren in Eugene im US-Bundesstaat Oregon.